# بحران اقتصادی در ونزوئلا
بحران اقتصادی در ونزوئلا، بحرانی است که از سال ۲۰۱۲ در شاخص‌های اصلی اقتصاد کلان مشاهده شد و پیامدهای آن نه تنها از نظر اقتصادی، بلکه از نظر سیاسی و اجتماعی نیز ادامه دارد. در آوریل ۲۰۱۹ صندوق بین‌المللی پول (IMF) چشم‌انداز اقتصاد جهانی ونزوئلا را مانند «اقتصاد جنگی» توصیف کرد. برای پنجمین سال متوالی، بلومبرگ ال.پی. رتبه اول بر اساس شاخص فلاکت در سال ۲۰۱۹ را به ونزوئلا داد.

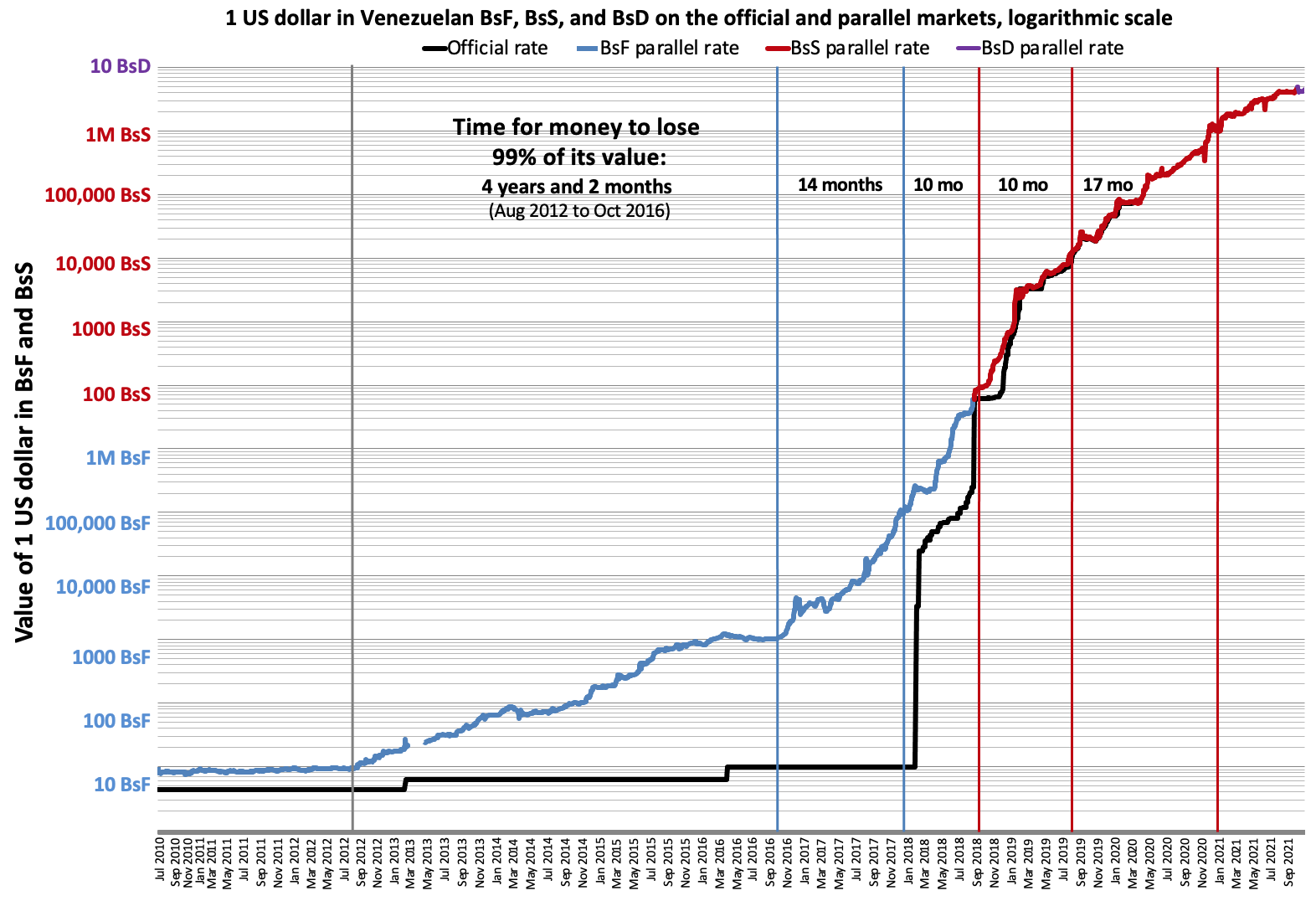
به گزارش DolarToday.com، ارزش یک دلار آمریکا در بولیوارس فوئرتس ونزوئلا (قبل از ۲۰ اوت ۲۰۱۸) و سوبرانوس در بازار سیاه در طول زمان. خطوط عمودی آبی و قرمز نشان دهنده هر زمانی است که ارز ۹۹ درصد از ارزش خود را از دست داده‌است. این تقریباً پنج بار از سال ۲۰۱۲ اتفاق افتاده‌است، به این معنی که ارزش این ارز تا نوامبر ۲۰۲۰ تقریباً ۱ میلیارد برابر کمتر از اوت ۲۰۱۲ است.

اقتصاد ونزوئلا اساساً بر نفت استوار است، و این کشور را به بیست و پنجمین تولیدکننده بزرگ نفت در جهان و هشتمین عضو بزرگ اوپک تبدیل می‌کند. ونزوئلا همچنین محصولات صنایع سنگین مانند فولاد، آلومینیوم و سیمان را تولید و صادر می‌کند. سایر تولیدات قابل توجه شامل لوازم الکترونیکی و اتومبیل و همچنین نوشیدنی‌ها و مواد غذایی است. کشاورزی در ونزوئلا تقریباً ۷/۴ درصد از تولید ناخالص داخلی، ۳/۷ درصد نیروی کار و حداقل یک چهارم مساحت ونزوئلا را تشکیل می‌دهد.[۷] ونزوئلا برنج، ذرت، ماهی، میوه‌های استوایی، قهوه، گوشت خوک و گاو صادر می‌کند. منابع طبیعی ونزوئلا به ارزش ۱۴٫۳ تریلیون دلار تخمین زده می‌شود و در بیشتر زمینه‌های کشاورزی خودکفا نیست. صادرات ۱۶٫۷ درصد از تولید ناخالص داخلی و فرآورده‌های نفتی حدود ۹۵ درصد از این صادرات را تشکیل می‌دهند.
از دهه ۱۹۲۰، ونزوئلا یک دولت رانت‌خوار بوده و نفت را به عنوان صادرات اصلی خود عرضه می‌کند. از دهه ۱۹۵۰ تا اوایل دهه ۱۹۸۰، اقتصاد ونزوئلا رشد ثابتی را تجربه کرد که مهاجران زیادی را به خود جذب کرد و این کشور از بالاترین استاندارد زندگی در آمریکای لاتین برخوردار بود.
با این حال، زمانی که قیمت نفت در دهه ۱۹۸۰ سقوط کرد، این وضعیت معکوس شد. از زمانی که انقلاب بولیواری شرکت غول نفتی پترولئوس دی ونزوئلا خود را در سال ۲۰۰۲ با اخراج بیشتر سرمایه انسانی ۲۰۰۰۰ نفری حرفه ای مخالف خود و اعمال کنترل‌های ارزی سختگیرانه در سال ۲۰۰۳ در تلاش برای جلوگیری از فرار سرمایه، نیمه منحل کرد، تولید و صادرات نفت کاهش یافته‌است. و باعث یک سری کاهش شدید ارزش پول شده‌است.
با وجود تیرگی روابط بین دو کشور، ایالات متحده مهم‌ترین شریک تجاری ونزوئلا بوده‌است. صادرات آمریکا به ونزوئلا شامل ماشین آلات، محصولات کشاورزی، ابزار پزشکی و خودرو بوده‌است. ونزوئلا یکی از چهار تأمین کننده اصلی نفت خارجی به ایالات متحده است. حدود ۵۰۰ شرکت آمریکایی در ونزوئلا نمایندگی دارند. طبق گزارش بانک مرکزی ونزوئلا، بین سال‌های ۱۹۹۸ و ۲۰۰۸، دولت حدود ۳۲۵ میلیارد دلار از طریق تولید نفت و صادرات به‌طور کلی دریافت کرد. بر اساس گزارش آژانس بین‌المللی انرژی (تا اوت ۲۰۱۵)، تولید ۲٫۴ میلیون بشکه در روز، ۵۰۰۰۰۰ بشکه به ایالات متحده عرضه کرد.
علاوه بر این، تعیین دستوری قیمت، سلب مالکیت زمین‌های کشاورزی متعدد و صنایع مختلف، از جمله دیگر سیاست‌های بحث‌برانگیز دولت از جمله توقف تقریباً کامل هرگونه دسترسی به ارز خارجی با نرخ‌های ارز «رسمی» معقول، منجر به کمبود شدید در ونزوئلا و افزایش شدید قیمت‌ها شده‌است. از کلیه کالاهای رایج از جمله غذا، آب، محصولات خانگی، قطعات یدکی، ابزار و لوازم پزشکی؛ بسیاری از تولیدکنندگان را مجبور به کاهش تولید یا تعطیلی کرد، و بسیاری در نهایت کشور را رها کردند، همان‌طور که در مورد چندین شرکت فناوری و بیشتر خودروسازان اتفاق افتاده‌است.
منشأ این فروپاشی اقتصادی که در چارچوب رکود بزرگ، سال‌ها پس از بهبود استخراج هیدروکربن‌های غیرمتعارف در ایالات متحده آمریکا شکل گرفت، یک پدیده کلان اقتصادی با اهمیت زیادی را برای منطقه نشان داد. کندی رشد چین، افزایش مداوم تولید نفت و تقاضای پایدار باعث ایجاد مازاد نفت خام شد که باعث کاهش قیمت شاخص نفت خام، وست تگزاس اینترمیدیت (WTI) و نفت برنت شد و در سال ۲۰۱۴ از ۱۰۰ دلار در هر بشکه به ۵۰ دلار کاهش یافت.
به دلیل ذخایر بالای نفت، فقدان سیاست‌های مربوط به مالکیت خصوصی و حواله‌های پایین، تا سال ۲۰۱۲، ۹۰ درصد درآمد ونزوئلا از نفت و مشتقات آن بود. با کاهش قیمت نفت در اوایل سال ۲۰۱۵، این کشور با کاهش شدید درآمدهای پول آمریکا همراه با کالاها مواجه شد.
علاوه بر این، دولت تغییری در سیاست‌ها برای انطباق با قیمت پایین نفت ایجاد نکرده بود. در اوایل سال ۲۰۱۶، واشینگتن پست گزارش داد که قیمت رسمی بنزین خرده فروشی دولتی کمتر از ۰٫۰۱ دلار آمریکا به ازای هر گالن است، و بازار سیاه دلار را ۱۵۰ برابر نرخ ارز رسمی ارز دولتی ارزیابی کرد.

## تورم
تورم در ونزوئلا در دوران ریاست جمهوری چاوز همچنان بالا بود. تا سال ۲۰۱۰، تورم هرگونه پیشرفت افزایش دستمزد را حذف کرد. نرخ تورم در سال ۲۰۱۴ به ۶۹٪ رسید و بالاترین نرخ تورم در جهان بود. در سال ۲۰۱۵ به ۱۸۱ درصد، در سال ۲۰۱۶ به ۸۰۰ درصد، در سال ۲۰۱۷ به ۴۰۰۰ درصد و در فوریه ۲۰۱۹ به ۲۲۹۵۹۸۱ درصد افزایش یافت.
در نوامبر ۲۰۱۶، ونزوئلا وارد دوره ابرتورم شد. دولت ونزوئلا در اوایل سال ۲۰۱۸ تولید تخمین‌های تورم را «اساساً متوقف کرد».

## کمبودها
کمبودها در ونزوئلا پس از اعمال کنترل قیمت بر اساس سیاست اقتصادی دولت هوگو چاوز رایج شد. تحت سیاست اقتصادی دولت نیکلاس مادورو، کمبودهای بیشتری به دلیل سیاست دولت ونزوئلا در جلوگیری از دلار آمریکا از واردکنندگان با کنترل قیمت رخ داد.
کمبود در محصولات تنظیم شده مانند شیر، گوشت، مرغ، قهوه، برنج، روغن، آرد از پیش پخته شده و کره رخ می‌دهد. و همچنین نیازهای اولیه مانند دستمال توالت، محصولات بهداشت شخصی و دارو. برخی از ونزوئلایی‌ها باید به دنبال غذا بگردند - گهگاه به خوردن میوه‌های وحشی یا زباله متوسل می‌شوند - ساعت‌ها در صف منتظر بمانند.

## بیکاری
پیش‌بینی می‌شود نرخ بیکاری در سال ۲۰۱۹ به ۴۴ درصد برسد. صندوق بین‌المللی پول اعلام کرد که این بالاترین بیکاری در جهان از زمان پایان جنگ بوسنی در سال ۱۹۹۵ است.
نرخ بیکاری در ونزوئلا در پایان ژوئن ۲۰۱۷ به ۱۷٫۴ درصد رسید، در حالی که کل بیکاری در طی ۱۲ ماه دو برابر شده‌است، زمانی که دو میلیون نفر شغل خود را از دست دادند. در ژانویه ۲۰۱۶ نرخ بیکاری ۱۸٫۱ درصد بود و اقتصاد بر اساس شاخص فلاکت بدترین اقتصاد جهان بود. ونزوئلا از آوریل ۲۰۱۶، زمانی که نرخ بیکاری ۷٫۳ درصد بود، آمار رسمی بیکاری را گزارش نکرده‌است.

## بدهی ونزوئلا
در اوت ۲۰۱۷، رئیس‌جمهور ایالات متحده، دونالد ترامپ، تحریم‌هایی را علیه ونزوئلا اعمال کرد که معاملات مربوط به بدهی دولتی ونزوئلا از جمله بازسازی بدهی را ممنوع کرد. دوره نکول فنی در ۱۳ نوامبر ۲۰۱۷ به پایان رسید و ونزوئلا کوپن اوراق قرضه یورو دلاری خود را پرداخت نکرد و باعث نکول متقاطع سایر اوراق قرضه دلاری شد. کمیته ای متشکل از پانزده بانک بزرگ، نکول تعهدات بدهی دولتی را پذیرفت که به نوبه خود مستلزم پرداخت CDS در ۳۰ نوامبر بود.
در نوامبر ۲۰۱۷، اکونومیست بدهی ونزوئلا را ۱۰۵ میلیارد دلار و ذخایر آن را ۱۰ میلیارد دلار برآورد کرد. در سال ۲۰۱۸، بدهی ونزوئلا به ۱۵۶ میلیارد دلار آمریکا افزایش یافت و تا مارس ۲۰۱۹، ذخایر آن به ۸ میلیارد دلار کاهش یافت.
به استثنای اوراق قرضه 2020 PDVSA، از ژانویه ۲۰۱۹، تمام اوراق قرضه ونزوئلا در حال نکول هستند، و دولت ونزوئلا و شرکت‌های دولتی نزدیک به ۸ میلیارد دلار به عنوان بهره و اصل پرداخت نشده بدهکار هستند. از مارس ۲۰۱۹، دولت و شرکت‌های دولتی ۱۵۰ میلیارد دلار بدهی دارند.
حق بیمه ریسک در پایان سال ۲۰۱۴ شروع به افزایش سرسام آور شد و به رکورد ۳۱۸۱ واحد پایه رسید. حق بیمه ریسک در اوت ۲۰۱۷ رکورد زد و ۵۰۰۰ امتیاز پایه را ثبت کرد که بیش از هشت برابر حق بیمه یونان بود.

## قیمت‌ها
به دلیل کمبود منابع خود، ونزوئلا به‌طور سنتی تمام نفت خود را به خارج از کشور صادر کرده‌است، بنابراین بحران انرژی در سال ۲۰۱۴ یک روند تورمی قوی ایجاد کرد. در ژوئن ۲۰۱۳، تورم انباشته در دوازده ماه گذشته ۵۶٫۲ درصد بود. کاهش شدید قیمت نفت بین سال‌های ۲۰۱۴ و ۲۰۱۶، نگرانی‌هایی را در مورد خطر ابرتورم ایجاد کرد. در سال ۲۰۱۵، ونزوئلا به بالاترین نرخ تورم در ۳۵ سال گذشته رسید و در مارس ۲۰۱۶ برای اولین بار در تاریخ ثبت شده، ابر تورم رخ داد. در اکتبر ۲۰۱۶، اقتصاد به انقباض ادامه داد در حالی که تورم دوباره افزایش یافت. بین سال‌های ۲۰۱۷ و ۲۰۱۸، قیمت‌ها ۲۶۱۶ درصد افزایش یافت - این افزایش همراه با اقدامات ریاضتی و بیکاری بالا بر استانداردهای زندگی مردم ونزوئلا تأثیر منفی گذاشت. در همان زمان متوسط دستمزد کاهش یافت (واقعی) و قدرت خرید به‌طور قابل توجهی کاهش یافت.